# Mestre Ciça
Moacyr da Silva Pinto, mais conhecido como Mestre Ciça (Rio de Janeiro, 20 de Julho de 1956) é um importante diretor de bateria carioca, atualmente a frente da Unidos do Viradouro.

## História

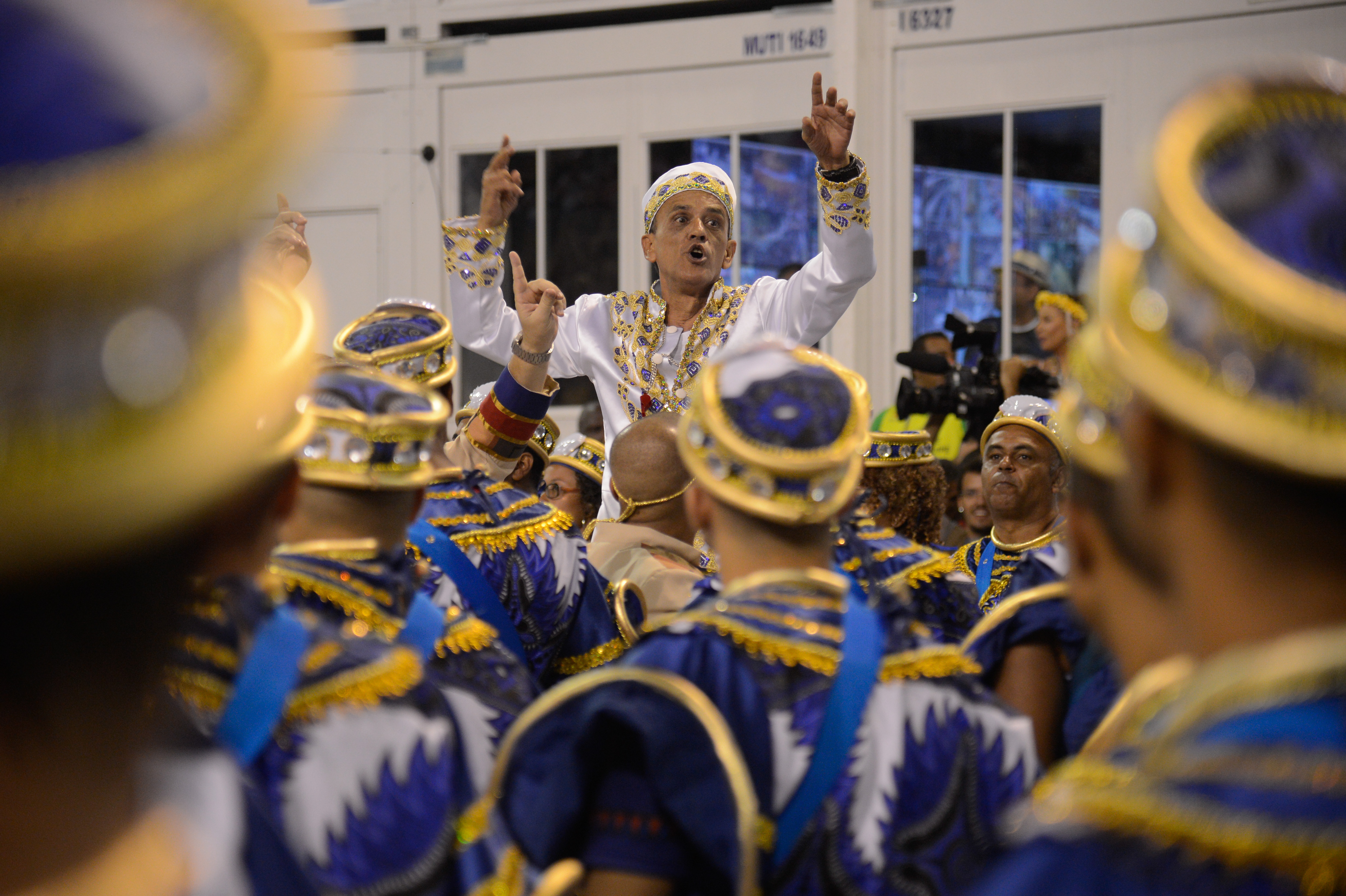
Ciça liderando a Baterilha, Estandarte de Ouro em 2017

Mestre Ciça esteve a frente da bateria da Estácio de Sá, no período entre 1988 a 1997. No ano de 1998 foi diretor de bateria da Unidos da Tijuca. De 1999 a 2009 esteve na Viradouro, onde seu trabalho foi reconhecido pela inovação no carnaval de 2007, quando a bateria desfilou ate o recuo em cima de um carro alegórico. Além disso, apoiou o então presidente da escola Marco Lira, a reeleição.
Esteve desde 2010  como diretor de bateria da Grande Rio, onde inovou com a paradinha mais longa apresentada até o momento na Sapucaí. Mas saiu depois do carnaval de 2014. Ainda assim, em 2015, Ciça não estará de fora do carnaval, já que assume a bateria da União da Ilha. Com Ciça a frente da bateria, a escola garantiu nota máxima no quesito em 2016, 2017 e 2018. 
Em 2017 sob seu comando, a bateria da Ilha ganhou o Estandarte de Ouro de melhor na categoria, fato esse que não acontecia a 28 anos. No carnaval de 2019, Ciça retorna para a Unidos do Viradouro após um hiato de 10 anos. Será o enredo da Viradouro para o Carnaval de 2026.

## Premiações
- Estandarte de Ouro

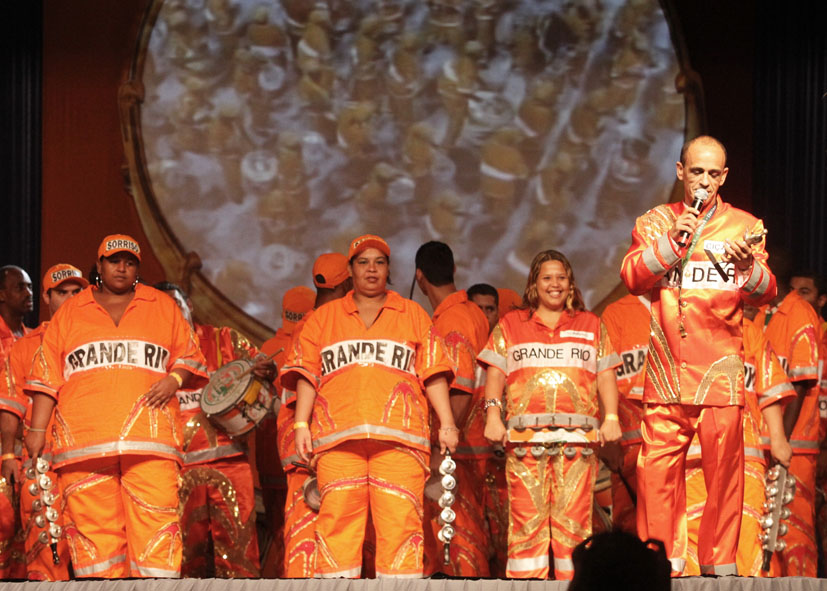
Mestre Ciça e os ritmistas da Grande Rio recebendo o Tamborim de Ouro de melhor bateria do carnaval de 2010.

1. 2017 - Melhor bateria (União da Ilha) [8]

- Plumas & Paetês Cultural

1. 2009 - Melhor diretor de bateria (Viradouro) [9]
2. 2018 - Melhor diretor de bateria (União da Ilha) [10]
3. 2019 - Melhor diretor de bateria (Viradouro) [11]

- Prêmio Gazeta do Rio

1. 2022 - Melhor bateria (Viradouro) [12]

- Prêmio Machine

1. 2017 - Melhor diretor de bateria (União da Ilha)[13]

- Prêmio SRzd

1. 2018 - Melhor bateria (União da Ilha) [14]

- S@mba-Net

1. 2017 - Melhor bateria (União da Ilha) [15]

- Tamborim de Ouro

1. 2001 - Melhor bateria (Viradouro) [16]
2. 2006 - Melhor bateria (Viradouro) [17]
3. 2007 - Melhor bateria (Viradouro) [18]
4. 2008 - Eu Sou o Samba (Personalidade) [19]
5. 2010 - Melhor bateria (Grande Rio) [20]
6. 2018 - Melhor bateria (União da Ilha) [21]

- Troféu Bateria

1. 2016 - Melhor diretor de bateria (União da Ilha) [22]
2. 2018 - Melhor diretor de bateria (União da Ilha) [23]
3. 2024 - Melhor diretor de bateria (Viradouro) [24]

- Troféu Explosão in Samba

1. 2020 - Melhor bateria (Viradouro) [25]

- Troféu Rádio Manchete

1. 2009 - Melhor bateria (Viradouro) [26][27]

- Troféu Sambario

1. 2010 - Melhor bateria (Grande Rio) [28]
2. 2024 - Melhor bateria (Viradouro) [29]

- Troféu Tupi Carnaval Total

1. 2010 - Melhor bateria (Grande Rio) [30]
2. 2020 - Melhor bateria (Viradouro) [31]

- Troféu Vai dar Samba

1. 2018 - Melhor bateria (União da Ilha) [32]